# Arebasankoppa, Kalghatgi
Arebasankoppa là một làng thuộc tehsil Kalghatgi, huyện Dharwad, bang Karnataka, Ấn Độ.